# Seward (Nowy Jork)
Seward – town w Stanach Zjednoczonych, w stanie Nowy Jork, w hrabstwie Schoharie.
Powierzchnia town wynosi 36,46 mi² (około 120,3 km²). W 2010 roku jego populacja wynosiła 1763 osób, a liczba gospodarstw domowych: 790. W 2000 roku zamieszkiwało je 1637 osób, a w 1990 mieszkańców było 1651.